# 朱雀門 (日本)
朱雀門（日语：／ Suzaku mon */?）是日本古代京城平城京及平安京內位於宮城南侧中央的城門，即宮城的正門；正对此门为宽阔的朱雀大路，直抵京城南端的羅城門。
1998年，复原的平城京朱雀門向公众开放。主要承建者为竹中工務店。